# Helmut Qualtinger

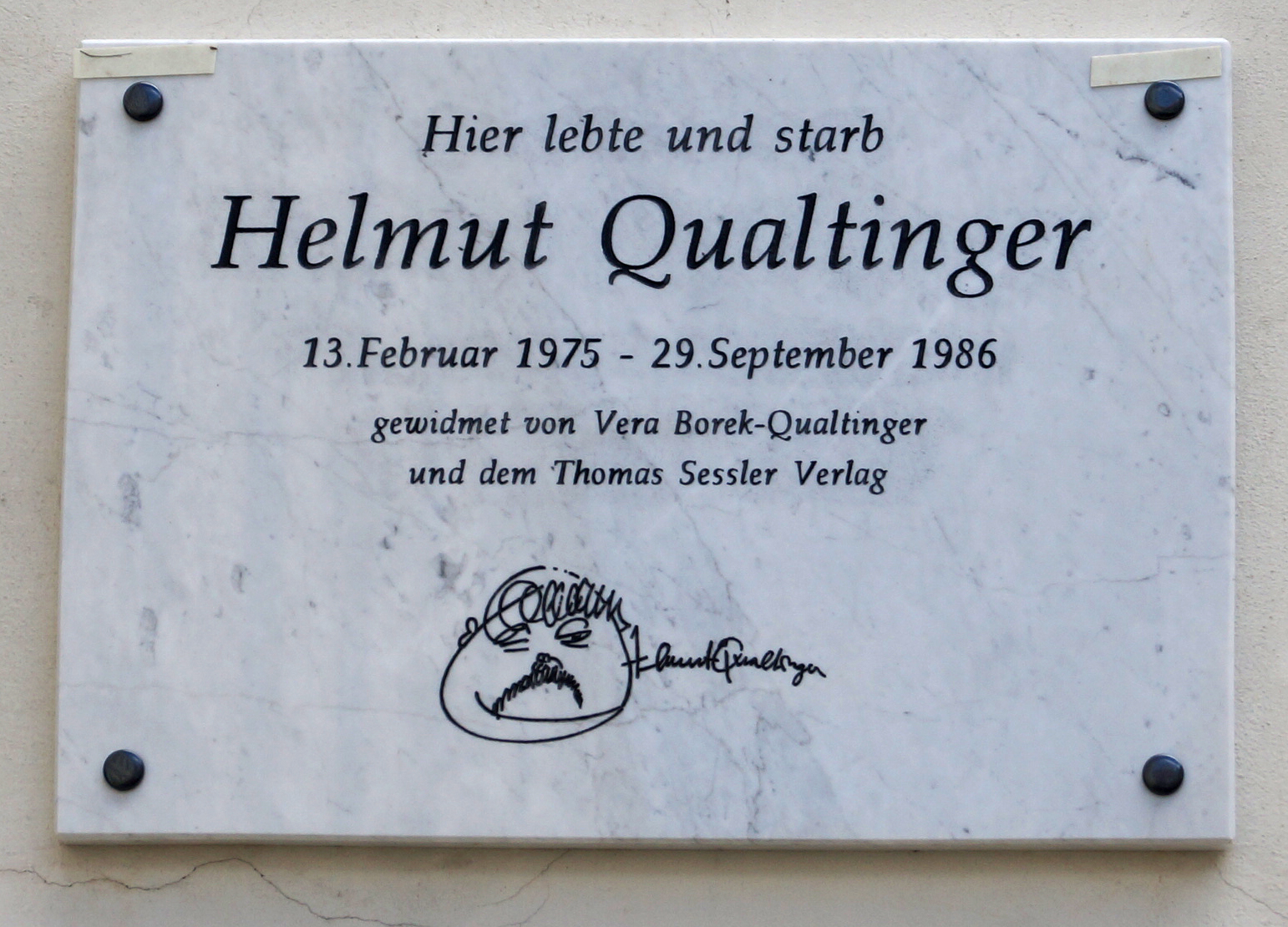
Placa conmemorativa de Helmut Qualtinger en Heiligenkreuzerhof (Viena)

Helmut Qualtinger (8 de octubre de 1928 - 29 de septiembre de 1986) fue un actor, escritor, artista de cabaret y recitador de nacionalidad austriaca.

## Biografía

### Inicios
Su nombre completo era Helmut Gustav Friedrich Qualtinger, y nació en Viena, Austria, en el seno de una familia de clase media alta, siendo su padre un profesor de matemáticas, física y química del actual Erich Fried Realgymnasium de Alsergrund y ferviente nacionalsocialista, y su madre, Ida  Ladstätter, un ama de casa. Qualtinger, que fue un ávido lector desde su juventud, fundó el teatro juvenil „Mozart-Bühne“ junto a Walter Kohut y al hijo del actor del Burgtheater Philipp Zeska. A su primera actuación (con la obra Nur keck!, de Johann Nestroy) asistió el escritor Heimito von Doderer, que alentó a Qualtinger a continuar ese camino. Qualtinger inició estudios de medicina y periodismo, pero los interrumpió para ingresar en el Seminario Max Reinhardt de Viena. Sin embargo, sus primeros intentos como actor teatral en Viena y en Graz acabaron fracasando.
Qualtinger trabajó como periodista tras el final de la Segunda Guerra Mundial, fue estudiante invitado del Seminario Max Reinhardt, y actuó en un escenario juvenil. En 1947 hizo sus primeras actuaciones como artista de cabaret, trabajando en el Studio der Hochschulen de Viena. Las fuerzas de ocupación soviética lo encarcelaron tres meses porque confiscó una mansión para hacer un teatro de izquierdas, reclutando actores con una estrella soviética en el pecho y con cartas de autorización fabricadas por él mismo.
En 1949 estrenó en Graz su primera obra teatral, Jugend vor den Schranken, que originó escándalo al tratar sobre el empobrecimiento de la juventud austriaca en la época de la posguerra. Las protestas del público durante la representación obligó a solicitar la presencia de la policía para proteger a los actores. La obra fue eliminada del cartel al día siguiente. En años posteriores y hasta 1960 trabajó con el grupo de cabaret Namenloses Ensemble, formado con Gerhard Bronner, Carl Merz, Louise Martini, Peter Wehle, Georg Kreisler y Michael Kehlmann. Su número „Travnicek-Dialoge“, con Gerhard Bronner (escrito por Merz y Qualtinger) ha pasado a la historia del cabaret.

### Der Herr Karl
En 1961 Qualtinger trabajó en un monólogo, Der Herr Karl (dirigido por Erich Neuberg). Herr Karl trabaja en el sótano de una tienda de comestibles, y le cuenta a un colega imaginario su vida antes, durante y después de la guerra. El personaje, que al principio parece un buen tipo, va progresando hasta que el espectador advierte que se trata de un hombre peligroso e impredecible.
La entonación del actor era fundamental en la representación. Probablemente varias figuras reales sirvieron de modelo a Qualtinger. La figura de Herr Karl le valió muchos enemigos, e incluso amenazas de muerte en Austria.

### Trabajo teatral
Como actor teatral, Qualtinger actuó principalmente en el Volkstheater de Viena, bajo la dirección de Gustav Manker. Entre las piezas que representó figuran Eine Wohnung zu vermieten (1962, de Johann Nestroy), Der Talisman (1969, de Nestroy), Schuld und Sühne (1969, de Fiódor Dostoyevski), Geschichten aus dem Wiener Wald (1968), König Johann (1970, de Dürrenmatt a partir de Shakespeare), Sylvester oder das Massaker im Hotel Sacher (1971, de Wolfgang Bauers con dirección de Bernd Fischerauer), y El cántaro roto (1972, de Heinrich von Kleist). En el Theater in der Josefstadt Qualtinger actuó en la obra de Friedrich Schiller Der Parasit (1950, dirigida por Gustav Manker), en Liliom (1960, de Ferenc Molnár) y Der böse Geist Lumpazivagabundus (1964, de Nestroy).

### Otras actividades
Helmut Qualtinger fue considerado más como un crítico despiadado del hombre común que como un crítico del poderoso. Sin embargo, se dijo que fue motivo de la renuncia del entonces Presidente del Consejo Nacional, Felix Hurdes, a causa de la canción Der Papa wird’s schon richten (texto y música de Gerhard Bronner). El hijo de Hurdes habría estado involucrado en un accidente de circulación con fallecidos, que el político habría intentado ocultar. Qualtinger, además, escribió opiniones y comentarios en el periódico Kurier desde 1955 a 1961, junto a Carl Merz, en el espacio semanal Blattl vor’m Mund.
En 1976 se produjo un escándalo televisivo al aparecer Qualtinger en estado de embriaguez en el talk show 3 nach 9, emitido por Radio Bremen.
A partir de los años 1970, Qualtinger reforzó su faceta literaria, dedicándose cada vez más a las giras como recitador. Sus lecturas de textos propios y extranjeros (entre ellos el Mein Kampf de Adolf Hitler) tuvieron tanto éxito que incluso grabó varios discos con ellas. Igualmente, fue actor cinematográfico y televisivo, siendo en 1986 el Monje Remigio da Varagine en la película El nombre de la rosa.

### Muerte

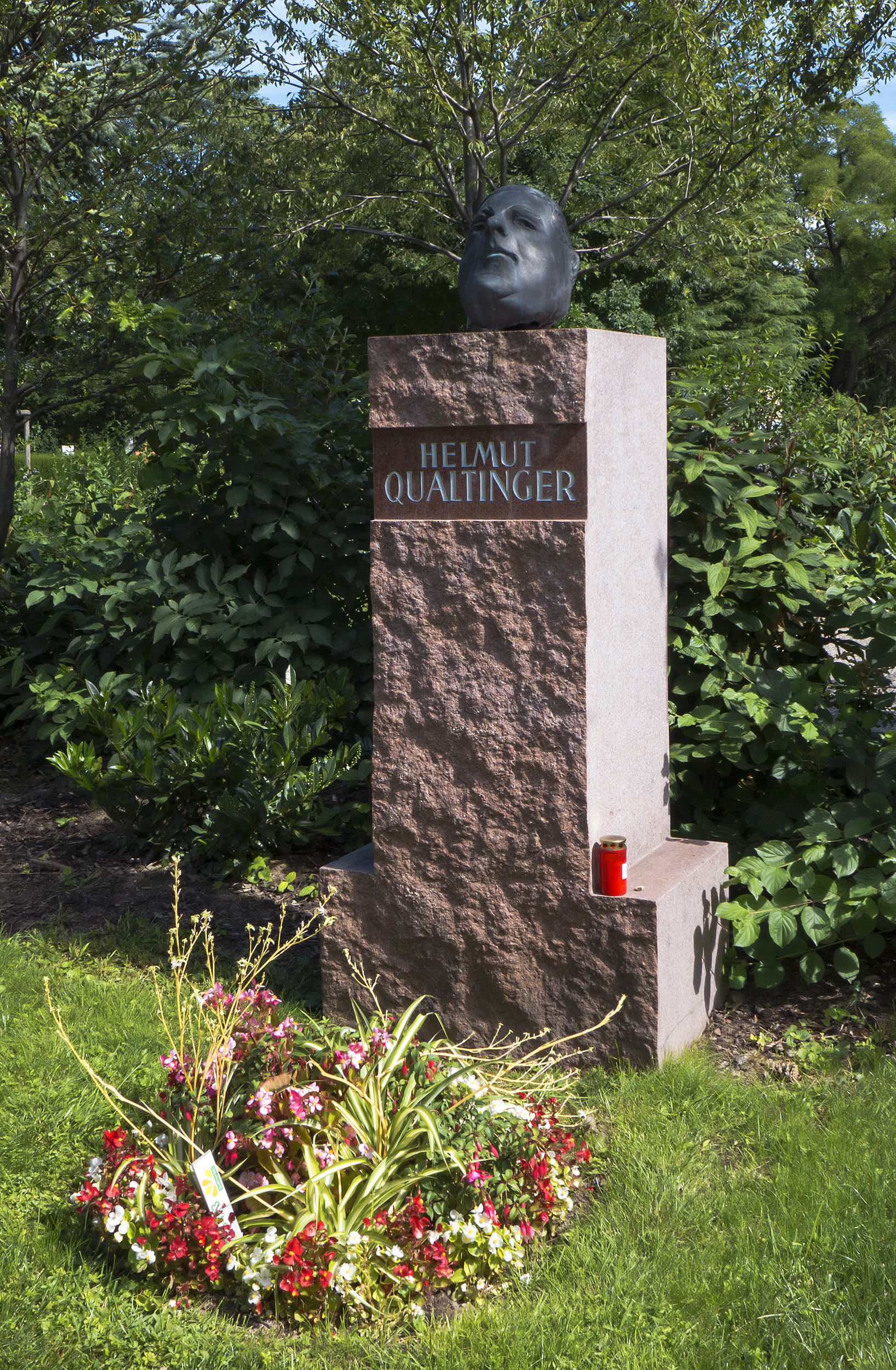
Tumba en el Cementerio central de Viena

Durante el rodaje de El nombre de la rosa, Qualtinger enfermó gravemente. El rodaje hubo de interrumpirse con frecuencia pues aquejaba dolores. Fue su última película. El actor falleció a los 57 años de edad, a causa de una cirrosis hepática, el 29 de septiembre de 1986 en Viena. Fue enterrado en una tumba honorífica en el Cementerio central de Viena (Gruppe 33 G, Nummer 73). Su patrimonio se conserva en la Wienbibliothek im Rathaus.
Helmut Qualtinger se casó dos veces, la primera en 1952 con la escritora infantil Leomare Seidler, y la segunda en 1982 con la actriz Vera Borek. Fruto de su primer matrimonio fue el pintor, escritor, músico y artista de cabaret Christian Heimito Qualtinger (nacido en 1958).

## Filmografía
- 1952 : 1. April 2000
- 1953 : Einmal keine Sorgen haben
- 1953 : Hab’ ich nur Deine Liebe
- 1954 : König der Manege
- 1955 : Du bist die Richtige
- 1955 : Hanussen
- 1955 : Sonnenschein und Wolkenbruch
- 1957 : Das Abgründige in Herrn Gerstenberg (telefilm)
- 1957 : Scherben bringen Glück
- 1958 : Man müßte nochmal zwanzig sein
- 1959 : Mikosch im Geheimdienst
- 1959 : Die schöne Lügnerin
- 1960 : Mit Himbeergeist geht alles besser
- 1961 : Geschichten aus dem Wiener Wald (telefilm)
- 1961 : Die Kurve (telefilm)
- 1961 : Der Herr Karl (telefilm)
- 1961 : Mann im Schatten
- 1963 : Biedermann und die Brandstifter (telefilm)
- 1965 : Lumpazivagabundus
- 1965 : Radetzkymarsch (telefilm)
- 1965 : Der Himbeerpflücker (telefilm)
- 1966 : Die Hinrichtung (telefilm)
- 1966 : Der Fall Bohr (telefilm)
- 1967 : Umsonst! (telefilm)
- 1967 : Kurzer Prozeß
- 1967 : Der Paukenspieler (también guionista)
- 1968 : Das Schloß
- 1969 : Das weite Land (telefilm)
- 1970 : Passion eines Politikers (telefilm)
- 1971 : Geschäfte mit Plückhahn (telefilm)
- 1971 : Das falsche Gewicht (telefilm)
- 1973 : Der Kulterer (telefilm)
- 1974 : Krankensaal 6
- 1975 : Eiszeit
- 1975 : Der Richter und sein Henker
- 1976 : MitGift
- 1976 : Köznapi legenda (telefilm)
- 1976 : Alpensaga (serie TV)
- 1977 : Abelard
- 1977 : Mulligans Rückkehr (telefilm)
- 1979 : Grandison
- 1979 : Geschichten aus dem Wienerwald
- 1983 : Katzenspiel (telefilm)
- 1986 : Das Diarium des Dr. Döblinger
- 1986 : El nombre de la rosa

## Cabaret
- 1947 : Die Grimasse, en Studio der Hochschulen (dirección de Michael Kehlmann)
- 1950 : Blitzlichter, con Michael Kehlmann y Carl Merz, Kleinen Theater im Konzerthaus
- 1951 : Reigen 51, con Michael Kehlmann, Carl Merz y Gerhard Bronner en Kleinen Theater im Konzerthaus
- 1952 : Brettl vor’m Kopf, con Michael Kehlmann, Carl Merz y Gerhard Bronner en Kleinen Theater im Konzerthaus
- 1956 : Blattl vor’m Mund, con Michael Kehlmann, Carl Merz y Gerhard Bronner en Intimen Theater
- 1956 : Glasl vor’m Aug, en Intimen Theater
- 1958 : Spiegel vor’m Gsicht (producción televisiva)
- 1959 : Dachl über’m Kopf
- 1959 : Hackl vor’m Kreuz
- 1961 : Der Herr Karl, con Carl Merz
- 1963 : Alles gerettet, con Carl Merz
- 1965 : Die Hinrichtung, con Carl Merz

## Discografía
- Der Bundesbahn Blues Harmona 3D 36350 (1956)
- Der konfuse Zauberer (Johann Nestroy) Preiser Records SPR 3348.
- Bösendorfer (Ferenc Karinthy), Preiser Records 90559.
- Der böhmische Herr Karl (Bohumil Hrabal), Preiser Records 93104.
- Der ewige Spießer (Ödön von Horváth), Preiser Records 90198.
- Der g’schupfte Ferdl
- Der Herr Karl (H. Q., Carl Merz), Preiser Records 93001.
- Der Qualtinger – ein kabarettistisches Porträt, Preiser Records 93095.
- Die Hinrichtung (H. Q., Carl Merz), Preiser Records 90318.
- Der Rosenkavalier (Hugo von Hofmannsthal), 90130 (2 CD).
- Die letzten Tage der Menschheit (Karl Kraus), Partes 1 a 5, Preiser Records 93009, 93014, 93018, 93228, 93266.
- Die Qualtinger-Songs, Preiser Records 90065.
- Fifi Mutzenbacher (Wolfgang Bertrand), Preiser Records 90950.
- Frühere Verhältnisse (Johann Nestroy), Preiser Records 93156.
- Geschichten aus dem Wienerwald – Heurige und gestrige Lieder (con André Heller), Polydor 831 290-1.
- Hackl vor’m Kreuz, programa de cabaret con Gerhard Bronner, Carl Merz, Louise Martini y Peter Wehle, Preiser Records 90162.
- Helmut Qualtinger liest Jaroslav Hašek: Die Abenteuer des braven Soldaten Schwejk, Preiser Records 1986 (3CD).
- Kabarett aus Wien, Preiser Records 90081.
- Kabarettisten singen Klassiker, Preiser Records 93098.
- Mein Kampf (Adolf Hitler), Preiser Records 93224 (2 CD), como Video: Helmut Qualtinger liest Mein Kampf, Absolut Medien, Fridolfing 2016, ISBN 978-3-89848-579-1.
- Mit fremden Federn (Robert Neumann) , Preiser Records 90194.
- Moritaten (con Kurt Sowinetz), Preiser Records 90016, Música de Ernst Kölz.
- Österreichisches Lesebuch (Anton Kuh), Preiser Records 93006.
- Qualtinger in Linz, Preiser Records 93039.
- Qualtinger liest Qualtinger (Gesamtausgabe), Preiser Records 90280 (4 CD).
- Qualtingers böseste Lieder, Preiser Records 90312.
- Reigen (Arthur Schnitzler), Preiser Records 93124 (2 CD), dirección de Gustav Manker, con Hilde Sochor, Helmuth Lohner, Hans Jaray, Blanche Aubry, Christiane Hörbiger, Peter Weck y Robert Lindner.
- Schallplattl vor’m Mund, Preiser Records 90026.
- Schwarze Lieder, Preiser Records 90007.
- Schüttelreime (Franz Mittler, Hans Grümm), Preiser Records 90178.
- Tagesbefehl (H. L. Stein), Preiser Records 90638.
- Travniceks gesammelte Werke (H. Q., Carl Merz), Preiser Records 9310.
- François Villon (übersetzt von H. C. Artmann, mit Jazz von Fatty George), Preiser Records 93037.
- Wiener Bezirksgericht (Günther Fritsch), Partes 1 a 4, Preiser Records 93041, 93136, 93184, 90253.
- Ernst Toller. Szenen aus einer deutschen Revolution (Tankred Dorst), Preiser Records 99009.

## Premios
- 1972 : Filmband in Gold de los Deutscher Filmpreis por Das falsche Gewicht